# Langnasen-Maulwurf
Der Langnasen-Maulwurf (Euroscaptor longirostris) ist eine Säugetierart aus der Gattung der Südostasiatischen Maulwürfe innerhalb der Maulwürfe (Talpidae). Sein Hauptverbreitungsgebiet befindet sich im Süden von China, dort bewohnt er gebirgige Waldlandschaften. Über seine Lebensweise liegen aber kaum Informationen vor. Äußerlich ähnelt er anderen Formen der Südostasiatischen Maulwürfe. Hierzu zählen der langgestreckte Körper, der kurze Hals und die grabschaufelartigen Gliedmaßen. Besondere Merkmale finden sich in der ausgesprochen gestreckten Schnauze und dem verhältnismäßig langen Schwanz. Die Art wurde im Jahr 1870 wissenschaftlich eingeführt. Im Laufe der Forschungsgeschichte kam es teilweise zu Verwechslungen und Gleichsetzungen mit anderen Maulwurfarten. Der Bestand gilt als nicht bedroht.

## Merkmale
Der Langnasen-Maulwurf erreicht eine Kopf-Rumpf-Länge von etwa 9 bis 14,5 cm und eine Schwanzlänge von 1,1 bis 2,5 cm. Er ist damit deutlich kleiner als der Große Chinesische Maulwurf (Euroscaptor grandis) und entspricht in seiner Größe etwa dem Kloss-Maulwurf (Euroscaptor klossi). Äußerlich gleicht die Art den anderen Vertretern der Südostasiatischen Maulwürfe. Er besitzt einen langgestreckten Körper, der Hals ist kurz und die Vordergliedmaßen erinnern an Grabschaufeln. Das Fell ist dunkelgrau bis schwarz, teilweise mit bräunlicher Melierung. Der spärlich behaarte Schwanz wird vergleichsweise lang, an der Spitze besitzt er bis 1,25 cm lange weiße Haare. Die Hinterfußlänge beträgt 1,4 bis 2,3 cm. Die Schnauze ist im Vergleich zu allen größeren Maulwürfen Chinas lang und schmal ausgezogen und auch der Kopf erscheint lang und schmal. Gemessene Schädellängen liegen bei 30,4 bis 33,7 mm.

## Verbreitung und Lebensraum

Verbreitungsgebiet des Langnasen-Maulwurfs

Das Vorkommen des Langnasen-Maulwurfs ist nur wenig untersucht und bedarf einer Revision. Er tritt in Teilen von China auf, so in den Provinzen Sichuan, Fujian, Yunnan, Guizhou, Hunan, Guangxi, Shaanxi, Gansu, Hubei und Jiangxi. Die Höhenverbreitung reicht von 1800 bis 2900 m. Hier bewohnt er vor allem gemäßigt feuchte Habitate in alpinen Birkenwäldern mit moosreichem Untergrund. Möglicherweise tritt er im Süden Chinas sympatrisch mit dem deutlich kleineren La-Touche-Maulwurf (Mogera latouchei) auf.
Die ursprünglich auch aus dem nördlichen Vietnam beschriebenen Populationen des Langnasen-Maulwurfs werden seit dem Jahr 2016 anderen Arten zugewiesen, vornehmlich dem Orlov-Maulwurf (Euroscaptor orlovi) und dem Kuznetsov-Maulwurf (Euroscaptor kuznetsovi).

## Lebensweise
Über die Lebensweise des Langnasen-Maulwurfs liegen so gut wie keine Informationen vor. Lediglich seine im Boden grabenden Aktivitäten sind bekannt, worin er mit den anderen Arten der Südostasiatischen Maulwürfe übereinstimmt.

## Systematik
Der Langnasen-Maulwurf ist eine eigenständige Art innerhalb der Gattung der Südostasiatischen Maulwürfe (Euroscaptor), zu der neun weitere Arten zählen. Die Gattung gehört zur Familie der Maulwürfe (Talpidae), innerhalb der sie gemeinsam mit anderen, überwiegend eurasisch verbreiteten Artengruppen einen Teil der Tribus der Eigentlichen Maulwürfe (Talpini) bildet. Die Eigentlichen Maulwürfe umfassen die zumeist grabenden Vertreter der Maulwürfe, andere Mitglieder der Familie leben dagegen nur teilweise unterirdisch, bewegen sich oberirdisch fort oder sind an eine semi-aquatische Lebensweise angepasst. Molekulargenetische Untersuchungen zeigen auf, dass sich die Südostasiatischen Maulwürfe in zwei Verwandtschaftsgruppen aufteilen, die westliche longirostris-Gruppe um den Langnasen-Maulwurf und die östliche parvidens-Gruppe um den Pakho-Maulwurf (Euroscaptor parvidens). Der Langnasen-Maulwurf ist dabei mit dem Kloss-Maulwurf (Euroscaptor klossi) beziehungsweise mit dem Malaysia-Maulwurf (Euroscaptor malayanus) näher verwandt. Die Trennung der beiden Linien setzte bereits im Verlauf des Oberen Miozäns vor gut 10 bis 7 Millionen Jahren ein. Eine stärkere Diversifizierung der longirostris-Gruppe erfolgte im Übergang vom Miozän zum Pliozän vor etwa 5,3 Millionen Jahren.
Die Art wurde im Jahr 1870 von Alphonse Milne-Edwards als Talpa longirostris erstbeschrieben. Er gab dabei lediglich die ausgesprochen lange Schnauze und das Vorkommen von sechs Schneidezähnen als Besonderheiten aus. Das Typusgebiet wies er mit dem heutigen Baoxing in der chinesischen Provinz Sichuan aus. Im Jahr 1940 ordnete Gerrit S. Miller den Langnasen-Maulwurf in die von ihm neu geschaffene Gattung Euroscaptor ein, wohingegen Sergei Uljanowitsch Stroganow ihn im Jahr darauf als Typusart der Gattung Eoscalops ansah. Ernst Schwarz wiederum synonymisierte im Jahr 1948 alle südost- und ostasiatischen Maulwürfe mit den Eurasischen Maulwürfen (Talpa). Zudem vereinte er alle Maulwürfe der Region zu einer einzigen Art, die er mit Talpa micrura auswies. Hierin stellte der Langnasen-Maulwurf eine Unterart dar, die des Weiteren noch den Großen Chinesischen Maulwurf (Euroscaptor grandis) und den La-Touche-Maulwurf (Mogera latouchei) einschloss. Der Artname Euroscaptor micrurus wird heute dem Himalaya-Maulwurf zugesprochen, aufgrund von Schwarz’ Entscheidung galt der Langnasen-Maulwurf somit eine Zeitlang als dessen Unterart. Das Konzept löste sich erst weitgehend im Verlauf der 1980er Jahre auf.
Teilweise wurden der Langnasen-Maulwurf und der Kloss-Maulwurf auch als identisch betrachtet, was allerdings Mizuko Yoshiyuki bereits 1988 widerlegte. Zudem zeigten vorwiegend genetische Untersuchungen in den 2010er-Jahren, dass beide als eigenständige Arten anzusprechen sind. Die teilweise synonyme Betrachtung der beiden Maulwurfformen führte aber dazu, dass einzelne Populationen langschwänziger Südostasiatischer Maulwürfe im Norden Vietnams wahlweise dem Kloss- oder dem Langnasen-Maulwurf zugesprochen wurden. Im Jahr 2016 durchgeführte molekulargenetische Analysen stellten allerdings die Eigenständigkeit der dortigen Maulwürfe heraus. Sie wurden folglich als Orlov-Maulwurf (Euroscaptor orlovi) und als Kuznetsov-Maulwurf (Euroscaptor kuznetsovi) in den Artstatus gehoben. Eine weitere Problematik betrifft die Abgrenzung zum Großen Chinesischen Maulwurf. Dessen Typusexemplar übertrifft zwar den Langnasen-Maulwurf eindeutig an Größe, seine Typusfundstelle, der Emei Shan in der chinesischen Provinz Sichuan, erbrachte aber in der Folgezeit lediglich Exemplare von den Ausmaßen und der genetischen Struktur des Langnasen-Maulwurfs. Unklar bleibt momentan, ob es bei der Erstbeschreibung des Großen Chinesischen Maulwurfs durch Gerrit S. Miller im Jahr 1940 zu einer Verwechslung der originalen Fundstelle kam, oder ob lediglich ein außergewöhnlich großes Tier vorliegt. Klärung hierzu kann nur über weitere Felduntersuchungen vor Ort gegeben werden.
Innerhalb des Langnasen-Maulwurfs sind keine Unterarten bekannt. Einige wenige Fossilreste der Art wurden unter anderem aus
der Yumidong-Höhle in der Umgebung der Drei-Schluchten-Talsperre des Jangtsekiang in Wushan nahe Chongqing vorgestellt. Sie datieren mit einem Alter von rund 300.000 Jahren in das jüngere Mittelpleistozän.

## Bedrohung und Schutz
Der Langnasen-Maulwurf wird aufgrund des großen Verbreitungsgebietes und der angenommenen großen Bestandszahlen und dem Vorkommen in mehreren Schutzgebieten von der IUCN als „nicht gefährdet“  (least concern) gelistet. Hauptbedrohungen für die Bestände sind Waldrodungen zur Ausweitung landwirtschaftlicher Flächen sowie die Nutzung der Art in der Traditionellen Chinesischen Medizin (TCM). Die Art tritt in mehreren Naturschutzgebieten auf. Für eine genauere Einschätzung sind Untersuchungen zur Verbreitung, Populationsdichte und biologisches Verhalten erforderlich.